# Waldemar Vollerthun
Waldemar Vollerthun (* 14. April 1869 in Fürstenau, Kreis Graudenz; † 2. November 1929 in München) war ein deutscher Marineoffizier, zuletzt Konteradmiral der Reichsmarine.

## Leben
Waldemar Vollerthun trat am 13. April 1888 als Kadett in die Kaiserliche Marine ein. Nach dem Besuch der Marineschule und der hier erfolgten seemännischen Grundausbildung wurde er am 9. April 1889 dann Seekadett und Mitte Mai 1891 zum Unterleutnant zur See ohne Patent befördert. Das Patent zu seinem Dienstgrad erhielt er am 17. Oktober 1892. 1893/1894 war er auf die Panzerkorvette Baden kommandiert. Am 13. April 1894 wurde er zum Leutnant zur See befördert. In der Zeit von 1894 bis 1895 hielt sich Vollerthun als Wachoffizier mit dem Kleinen Kreuzer Sperber auf der Westafrikanischen Station in Kamerunstadt auf. Anschließend war er von 1895 bis 1896 Adjutant der I. Abteilung der I. Matrosendivision bei der I. Marineinspektion in Kiel. Es schloss sich von 1898 bis 1899 erneut eine Dienstzeit auf der Baden an. Von 1899 bis zum 23. Juli 1900 absolvierte er dann die Marineakademie in Kiel-Wik. In dieser Zeit wurde er am 18. Juni 1900 zum Kapitänleutnant befördert. 1900 war Vollerthun dann auf dem Küstenpanzerschiff Heimdahl als Wachoffizier tätig. Es folgten weitere Kommandierungen, u. a. als Navigationsoffizier.
Zum 10. Januar 1903 wurde Vollerthun zum Reichsmarineamt nach Berlin kommandiert und hier im Nachrichtenbüro eingesetzt. Insgesamt versah Vollerthun drei Jahre Dienst im Nachrichtenbüro. Während dieser Zeit wurde Vollerthun am 27. Januar 1906 zum Korvettenkapitän befördert und wechselte am 28. April 1906 wieder in den Dienst als Schiffsoffizier.
Von April 1907 bis März 1908 war Waldemar Vollerthun Erster Offizier auf dem Linienschiff Wittelsbach und danach bis zum 31. März 1910 in der Abteilung für militärische Fragen der Schiffskonstruktion und Waffenausbildung (A V) im Allgemeinen Marinedepartement des Reichsmarineamtes eingesetzt. Am 1. April 1910 übernahm er mit der erneuten Indienststellung den Kleinen Kreuzer Emden als Kommandant. Mit der Emden verließ Vollerthun am 12. April 1910 Deutschland mit dem Ziel Südamerika und anschließender Weiterfahrt nach Tsingtau. So nahm die Emden im Mai 1910 an den 100-Jahr-Feiern zur Unabhängigkeit Argentiniens teil und Ende Juli 1910 kam nach weiteren Zwischenstopps der Anschluss an das Ostasiengeschwader. Anschließend wurde Tsingtau erreicht. Zusammen mit der Nürnberg war die Emden dann von Januar bis März 1911 an der Niederschlagung des Aufstandes der Sokehs beteiligt. Diese als Strafaktion angelegte Unternehmung wurde durch Vollerthun als dienstältestem Offizier geplant und geleitet. Danach folgte eine Überholung in der Werft von Tsingtau. Vollerthun, seit dem 20. April 1910 Fregattenkapitän und seit dem 11. November 1911 Kapitän zur See, gab sein Kommando über die Emden am 22. November 1911 wieder ab und kehrte am 31. März 1912 nach Deutschland zurück.
Ab dem 1. April 1912 war Waldemar Vollerthun dann Chef der Abteilung Zentralverwaltung für das Schutzgebiet Kiautschou (Abteilung A III im Allgemeinen Marinedepartement bzw. ab April 1914 E III im Etatsdepartement)  des Reichsmarineamtes. In dieser Funktion arbeitete er eng mit dem Staatssekretär des Reichsmarineamtes Alfred von Tirpitz zusammen. Anfang 1914 wurde er nach Kiautschou entsandt. Dort ereilte ihn der Ausbruch des Ersten Weltkriegs und seine Kommandierung nach Tsingtau folgte. Er wurde Leiter der Nachrichtenabteilung beim Stab des Gouvernements Kiautschou, später Festung Kiautschou. In der Funktion als Leiter der Nachrichtenabteilung nahm Vollerthun auch an der Belagerung von Tsingtau teil und kam nach der Eroberung Tsingtaus durch japanische Streitkräfte im November 1914 in japanische Kriegsgefangenschaft. Erst Ende Dezember 1919 wurde er aus der japanischen Gefangenschaft entlassen. Er verließ Japan am 27. Dezember 1919 und erreichte am 28. Februar 1920 Deutschland.
Mit Befehl vom 30. Januar 1920 wurde ihm mit Rangdienstalter vom 29. November 1919 der Charakter eines Konteradmirals verliehen. Noch kurzzeitig stand er zur Verfügung der Admiralität in der neu geschaffenen Reichsmarine, wurde dann aber am 9. März 1920 aus dem aktiven Dienst verabschiedet. In dieser Zeit erschien seine Publikation „Der Kampf um Tsingtau“, welche seinen Eindruck der Kämpfe gegen die japanische Armee wiedergibt.
Kurzzeitig vom 22. Juni 1920 bis zum 20. August 1920 wurde Waldemar Vollerthun als a. D.-Offizier wieder zum Dienst herangezogen und fungierte in der Admiralität als Leiter des Amtes für die Abwicklung der Kaiserlichen Marine. Im Anschluss daran war er bis zum 31. März 1921 als Leiter des Marineabwicklungsamtes im Reichsfinanzministerium tätig.
Nach Beendigung dieser Aufgabe zog er nach München und war hier als Schriftleiter bei der republikfeindlichen Zeitung Münchner Neueste Nachrichten beschäftigt. Er erlangte Kontakt zu Rudolf Heß und anderen rechtsgerichteten Größen, besonders zum Tirpitz-Freund Gustav von Kahr. In Alfred von Tirpitz sah er eine zukünftige politische Größe und so probierte er, seine rechtsgerichteten Kontakte auszunutzen. Im September 1923 kam es zu einem ergebnislosen Treffen zwischen Hitler und Tirpitz. Die antisemitischen Äußerungen Hitlers behagten Tirpitz nicht. Seine politisch orientierten Auseinandersetzungen gipfelte in Vollerthuns Unterstützung bei der Einflussnahme des Chefredakteurs Fritz Gerlich im Sinne deutschnationaler Interessen durch den Hugenberg Vertrauten Johann Bernhard Mann Anfang 1924. Im Herbst 1924 gab es im Zuge des Wahlkampfes eine Auseinandersetzung mit einem anderen Tirpitz-Unterstützer, denn er sah durch Fritz Kern die politische Ausrichtung zu weit links verortet. Vollerthun stand beim Hitler-Prozess 1924 im Verdacht, Hitler Geld vermittelt zu haben. Im April 1927 nahm er an einer Journalistenreise nach New York City auf der Jungfernfahrt des Dampfschiffs New York teil.
Waldemar Vollerthun verstarb am 2. November 1929 in München.

## Auszeichnungen
- Roter Adlerorden III. Klasse mit Schwertern und Schleife
- Kronenorden III. Klasse

## Schriften
- Der Kampf um Tsingtau. Eine Episode aus dem Weltkrieg 1914/1918 nach Tagebuchblättern. S. Hirzel, Leipzig 1920, (Digitalisat).
- Kiautschou: Ein Gedenkblatt deutscher Kolonialisation in Ostasien. Deutscher Kolonialkrieger-Bund, Berlin, Kolonialwarte, 1924